# 달빛 속삭임
《달빛 속삭임》(月光の囁き 겟코노 사사야키[*])은 기쿠니 마시히코가 창작한 일본의 만화와 이를 원작으로 하는 일본의 영화이다. 영화는 1999년 10월 23일에 개봉하였으며 시오타 아키히코가 감독하였다.

## 줄거리
히다카 타쿠야와 기타하라 사츠키는 아침마다 같이 검도를 연습하는 친구이다. 타쿠야는 친구의 부탁을 받고 사츠키에게 러브레터를 전해 주지만 사츠키는 오히려 타쿠야에게 호감이 있다고 고백한다. 서로에 대한 호감을 확인한 두 사람은 같이 등교를 하는 등 풋풋한 연애를 시작한다. 하지만 타쿠야에게는 사츠키에는 말 못할 비밀이 있는데......

## 영화

### 출연
- 히다카 타쿠야 : 미즈하시 겐지
- 기타하라 사츠키 : 츠구미

### 스탭
- 감독 : 시오타 아키히코
- 원작 : 기쿠니 마시히코
- 제작 : 나카무라 마사야, 네기시 히로유키
- 각색 : 시오타 아키히코, 니시야마 요이치
- 촬영 : 고마쓰바라 시게루
- 음악 : 혼다 신스케
- 편집 : 스가노 요시오
- 미술 : 아타카 노리후미

## 같이 보기
- 사디즘
- 마조히즘
- 페티시즘